# Johann Gottlieb Näser
Johann Gottlieb Näser (auch Naeser, Neser, Neserer, Näher) (* vor 1734 in Fraustadt; † im 18. Jahrhundert) war ein deutscher Orgelbauer.

## Leben
Johann Gottlieb Näser war Sohn von Samuel Näser. Er wurde 1734 erstmalig erwähnt, kam 1755 nach Ansbach und war dort als Orgelbauer tätig. Von seinen Werken ist ein Positiv, heute im Germanischen Nationalmuseum in Nürnberg erhalten. Dieses Instrument dient aufgrund seiner günstigen Konstruktion heute als Musterstück für zahlreiche, bauartähnliche Neuschöpfungen.